# Barumini
Barumini (sardinsky: Barùmini) je italská obec (comune) v provincii Sud Sardegna v regionu Sardinie. Nachází se ve výšce 202 metrů nad mořem a má přibližně 1 200 obyvatel. Rozloha obce je 26,40 km².

## Pamětihodnosti

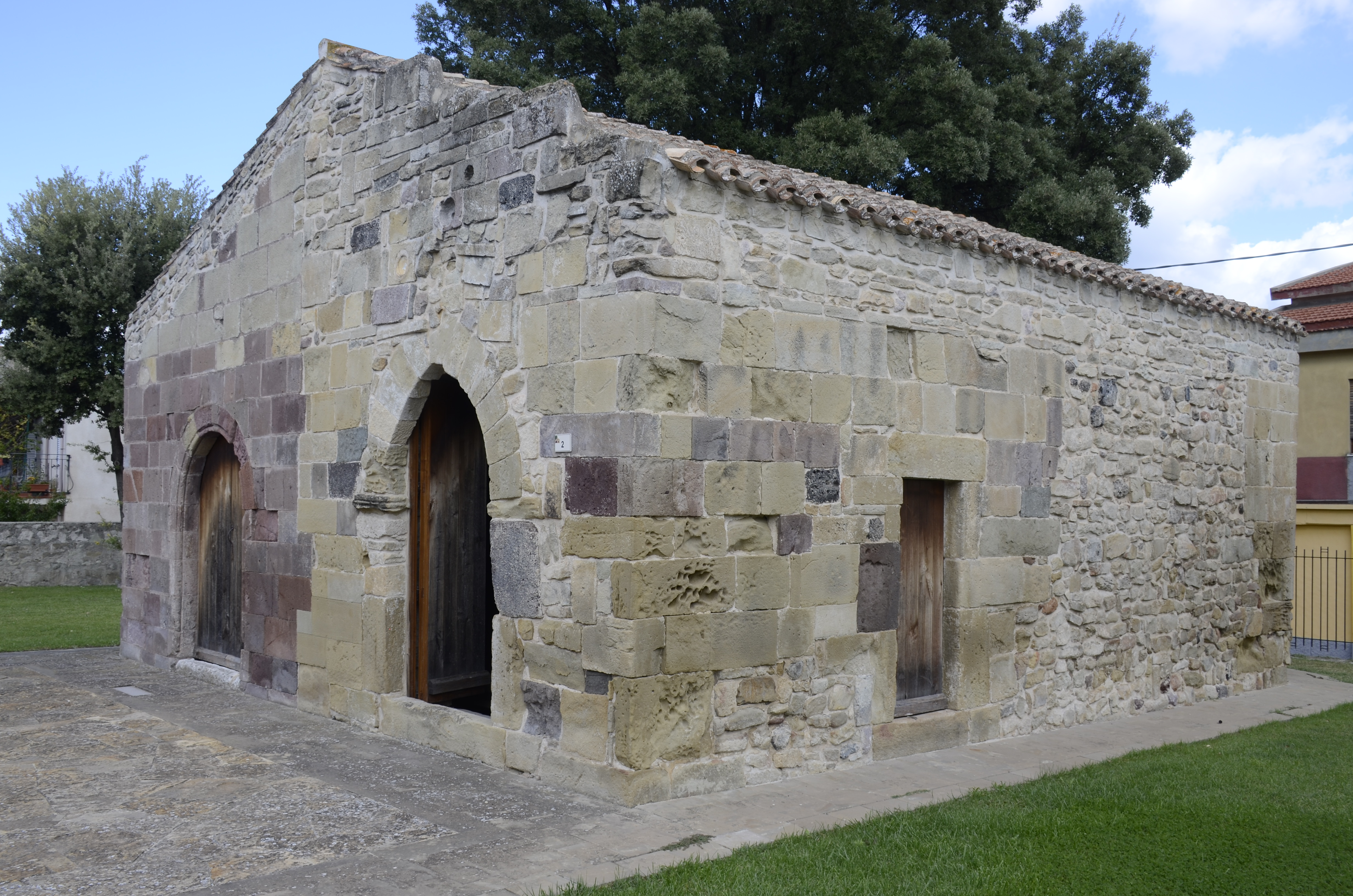
San Giovanni Batista
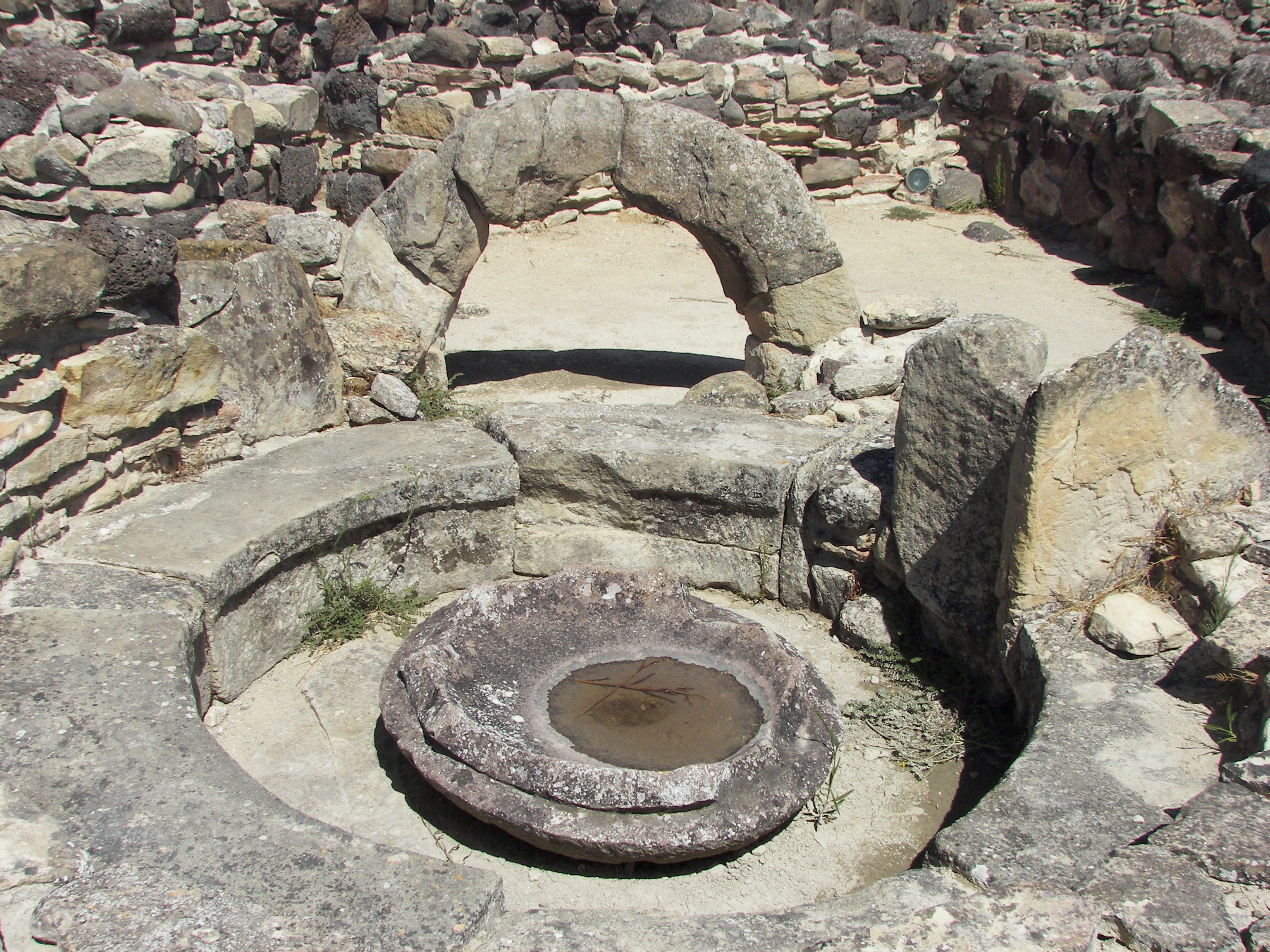
Vykopávky staveb nuragů
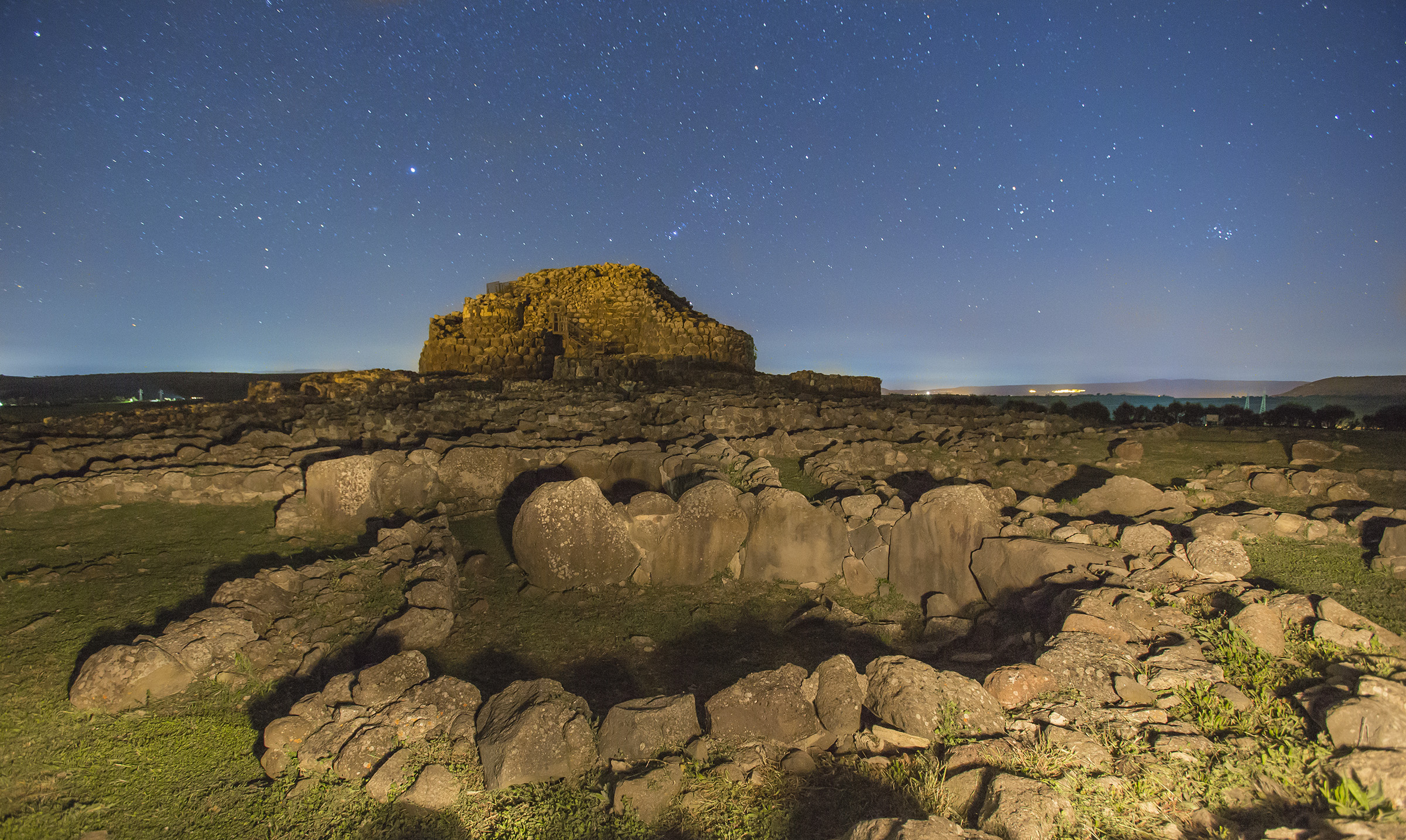
Archeologická lokalita Su Nuraxi
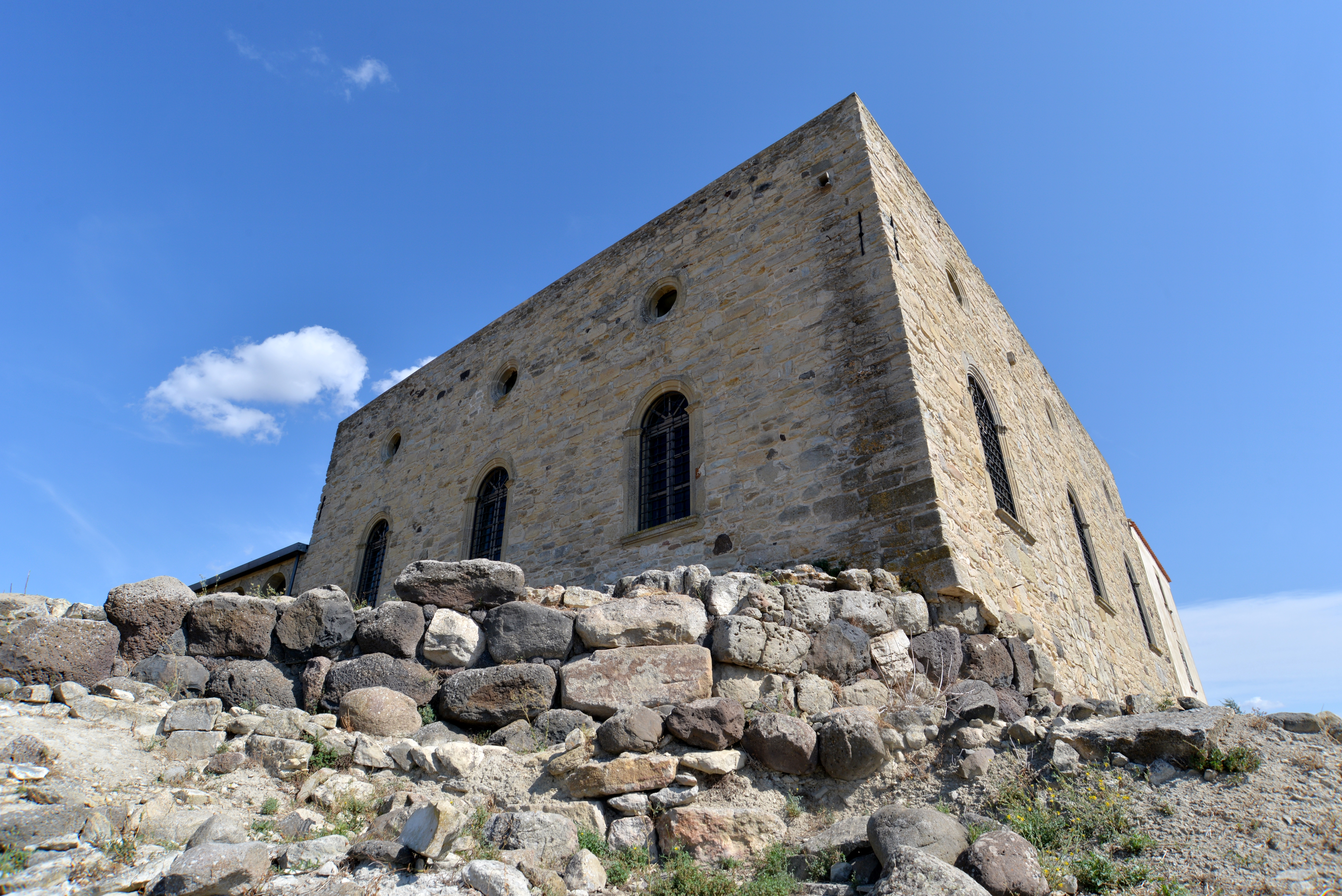
Palazzo Zapata